# Juncus papillosus
Juncus papillosus är en tågväxtart som beskrevs av Adrien René Franchet och Paul Amédée Ludovic Savatier. Juncus papillosus ingår i släktet tåg, och familjen tågväxter. Inga underarter finns listade i Catalogue of Life.